# Thorkild Hansen
 Der er flere personer med dette navn, se Thorkild Hansen (flertydig).
Thorkild Hansen (9. januar 1927 i Ordrup – 4. februar 1989 i Caribien) var en dansk forfatter, hvis hovedværker er romanen Det lykkelige Arabien (1962) og romantrilogien om den danske slavehandel, Slavernes kyst (1967), Slavernes skibe (1968) og Slavernes øer (1970), for hvilke han i 1971 fik Nordisk Råds litteraturpris.
Han blev født i Ordrup og blev matematisk student fra Holte Gymnasium i 1945. Derefter studerede han litteratur på Københavns Universitet fra 1945-47, hvorefter han tog til Paris for at studere videre, samtidig med at han skrev artikler til Ekstra Bladet. Han droppede dog snart studierne og boede i Paris fra 1947 til 1952. Her mødte han den danske au pair-pige Birte Lund, som han giftede sig med i 1951.
Efter at være vendt tilbage til København blev han anmelder for Information frem til udgivelsen af Det lykkelige Arabien.
Han har også skrevet Jens Munk (1965), som han blev belønnet med De Gyldne Laurbær for.
I 1978 udgav han Processen mod Hamsun I-III (biografi), hvilket gav en del ballade, og Thorkild Hansen udtalte i den anledning: "Vil du se idioter, så tag til Norge". Jan Troells spillefilm Hamsun fra 1996, med svenske Max von Sydow i rollen som Knut Hamsun og danske Ghita Nørby som Marie Hamsun, bygger på Thorkild Hansens biografi og Marie Hamsuns selvbiografiske værk Regnbuen. I 1982 udkom den selvbiografiske interviewbog, Søforhør, der blev forfatterens sidste værk inden han omkom på en ferie i 1989. Posthumt er der udgivet en mængde værker, heriblandt dagbøgerne Et atelier i Paris I og II.
Thorkild Hansen er morfar til billedkunstneren Gudrun Hasle. Han var gift med Birte Lund fra 1951-71 og senere med Gitte Jæger fra 1978 til sin død i 1989. Fra første ægteskab har han børnene Marie og Vera. Han døde den 4. februar 1989 om bord på et krydstogtskib i Caribien og blev begravet først nær sit hus på det nordlige Samsø og senere på kirkegården ved Nordby Kirke.